# هیروتوگو آکایکه
هیروتوگو آکایکه (انگلیسی: Hirotugu Akaike؛ ۵ نوامبر ۱۹۲۷ – ۴ اوت ۲۰۰۹) ریاضی‌دان، و آماردان اهل ژاپن بود.